# サカヴェン
サカヴェン（ポルトガル語 Sacavém）は、ポルトガルの首都、リスボンの北東にある都市。人口17,659人（2001年）、面積3,81平方km。
ヴァスコ・ダ・ガマ橋によって、モンチジョ（Montijo）と結ばれている。

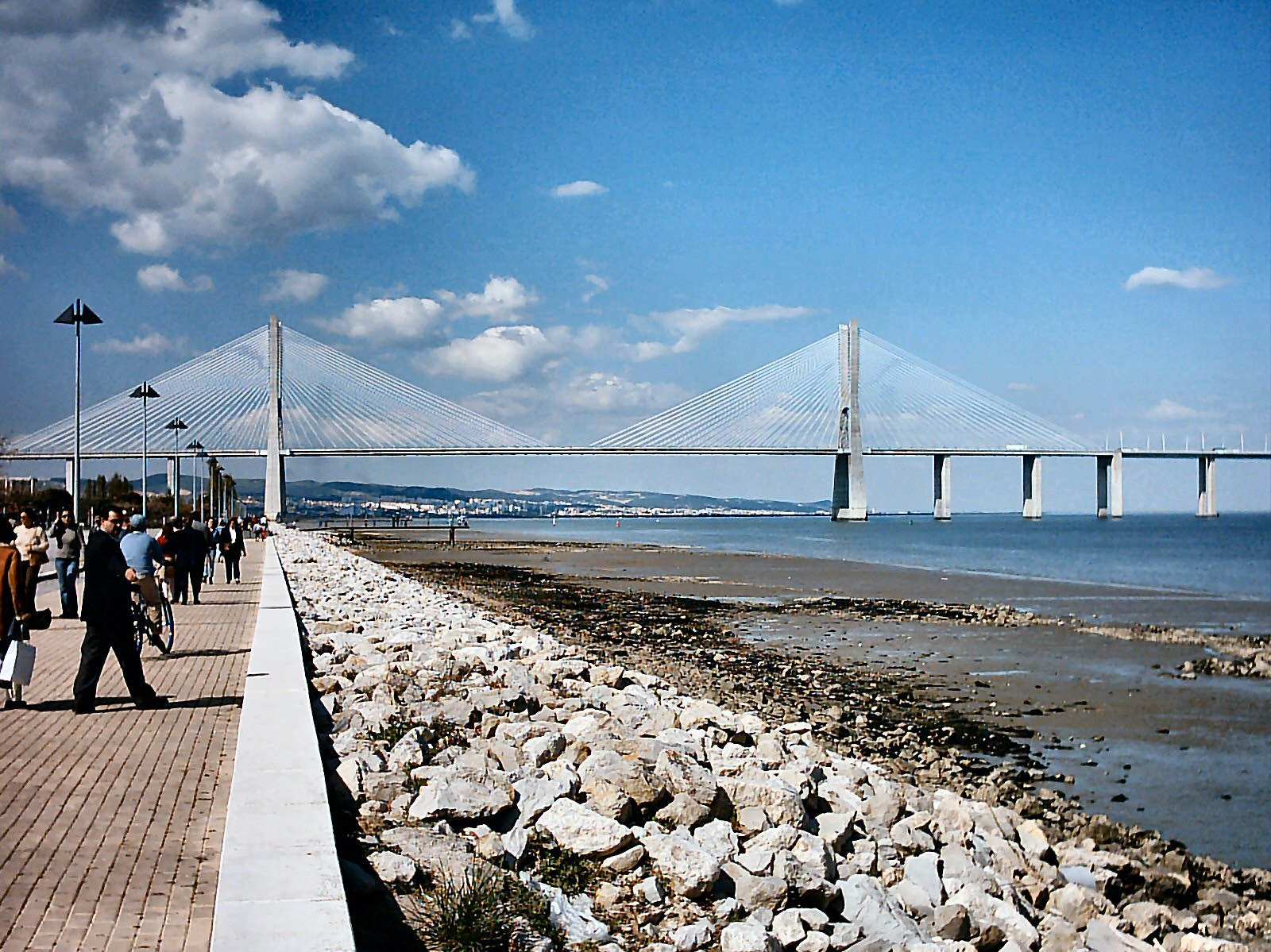
ヴァスコ・ダ・ガマ橋を望む

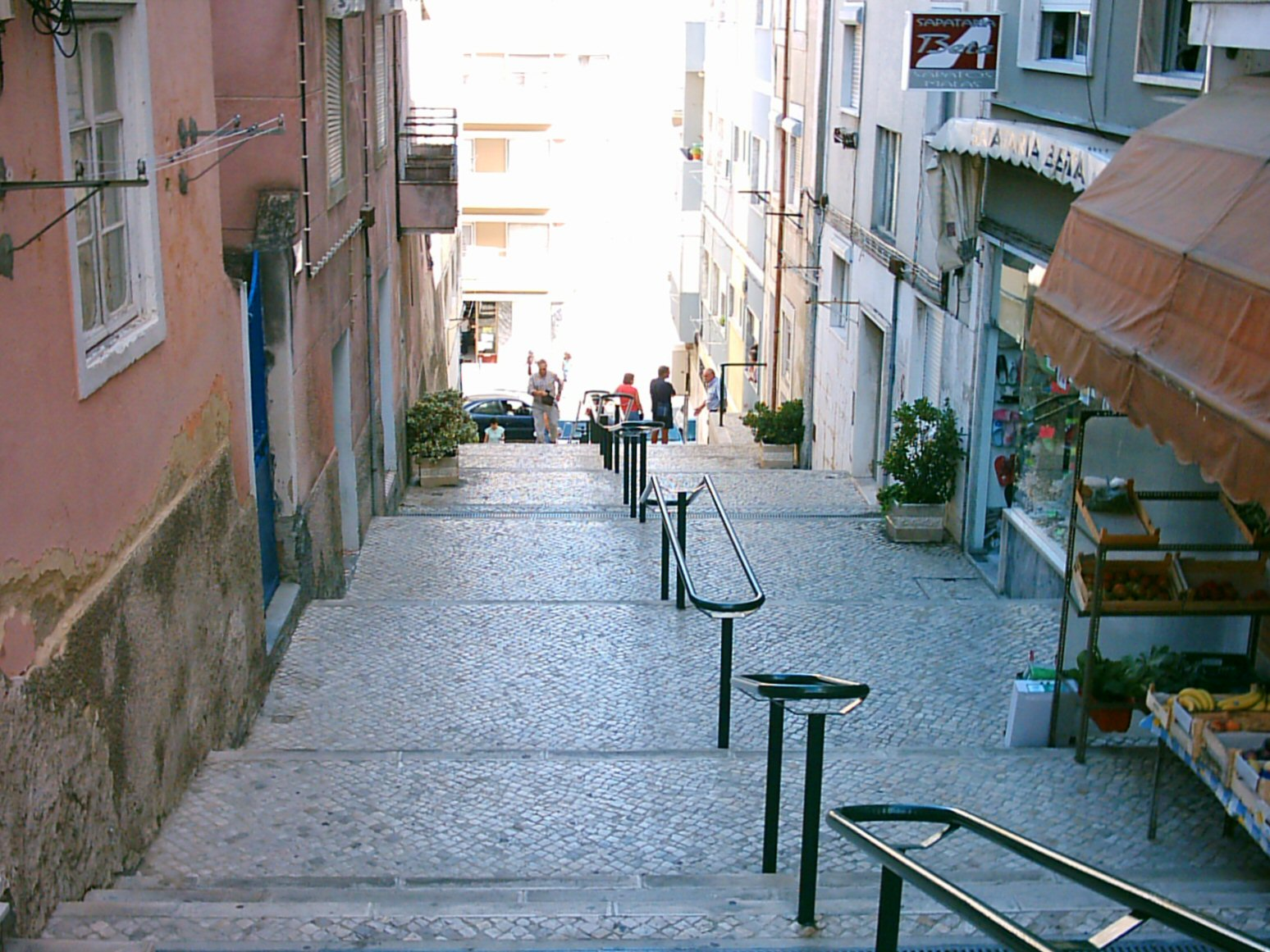
サカヴェンの街並